# Краибас
Краибас (порт. Craíbas)  —  муниципалитет в Бразилии, входит в штат Алагоас. Составная часть мезорегиона Сельскохозяйственный район штата Алагоас. Входит в экономико-статистический  микрорегион Арапирака.